# Regnitzlosau
Regnitzlosau je obec v německé spolkové zemi Bavorsko, v zemském okrese Hof. Místní část obce, Hinterprex, leží v trojmezí mezi Bavorskem, Saskem a Českou republikou.
Obec Regnitzlosau je členem česko-německého mikroregionu Přátelé v srdci Evropy.
Regnitzlosau leží v nížině, 6 km severovýchodně od města Rehau v blízkosti hranic s Českou republikou. Obec je obklopena lesy, které jsou protkány turistickými a cyklistickými trasami, které jsou v současné době již napojeny na ty české.

## Dějiny
Obec byla pravděpodobně založena třemi šlechtici z rodu de Lasan (von Losau) v roce 1234. Byli to páni Cunradus de Lasan, Arnoldus de Lasan a Ciban de Lasan. Dnešní název Regnitzlosau je složeninou jména řeky Regnitz, která v okolí protéká, a jména rodiny von Losau.

## Památky
- evangelický kostel
- hřbitovní kaple

## Místní části
Regnitzlosau má celkem 30 místních částí:
| - Regnitzlosau - Draisendorf - Förtschenbach - Haag - Henriettenlust - Hinterprex - Hohenschwesendorf - Hohenvierschau | - Huschermühle - Kirchbrünnlein - Klötzlamühle - Mittelhammer - Mühlberg - Nentschau - Neumühle - Oberprex | - Oberzech - Osseck am Wald - Prex - Raitschin - Schanz - Schwesendorf - Trogenau - Unterhammer | - Vierschau - Weinzlitz - Wieden - Zech - Ziegelhaus - Ziegelhütte |